# 디센트 (2007년 영화)
《디센트》(Descent)는 미국에서 제작된 탈리아 루게시 감독의 2007년 드라마, 스릴러 영화이다. 로사리오 도슨 등이 주연으로 출연하였고 로사리오 도슨 등이 제작에 참여하였다.

## 출연

### 주연
- 로사리오 도슨

### 조연
- 채드 파우스트
- 마커스 패트릭

## 기타
- 공동제작: 마커스 랜스델
- 공동제작: 제프 마졸라
- 공동제작: 존 스카시아
- 의상: 에이미 리칭스
- 배역: 에이드리언 스턴